# Кот Петро Олексійович
Петро́ Олексі́йович Ко́т (3 лютого 1933, Кулажинці — нині Броварський район — 7 жовтня 2003) — український художник, член Національної спілки художників України, заслужений художник України.
Батько художника Ігоря Кота.

## Життєпис
Походить з селянської родини. 1953 року закінчив Київське Державне училище декоративно-прикладного мистецтва.
1961 року закінчує Дніпропетровське державне художнє училище, того ж року поступає на подальше навчання, 1967 — закінчив Київський державний художній інститут.
Його вчителями були Микола Боровський, І. Н. Штільман, Трохименко К. Д., Пузирков В. Г., О. І. Сиротенко.
З 1967 року проживав в Маріуполі.
В 1986—2003 роках був головою Маріупольської організації Національної спілки художників України.
Серед його творів:
- «Генерал Мачнєв»,
- «Сергій Буров»,
- «Вікові верби».

Брав участь приблизно в 25 республіканських, всеукраїнських та всесоюзних виставках та до 70 міських та обласних художніх виставках.
1983 року відбулася персональна виставка в Маріуполі, 1985 — в Донецьку.
Двічі твори художника виставляли у групових виставках — у Франції.

## Родина
Син Ігор (нар. 3 липня 1959) — художник. Народився на хуторі Тимки, нині — частина села Стара Басань на Чернігівщині. Закінчив Ростовське художнє училище імені М. Б. Грекова (1984) та художньо-графічний факультет Південного федерального університету в місті Ростов-на-Дону. Член Спілки художників Росії з 1998 року. Учасник міжнародних виставок. Роботи є галереях: Ростовський обласний музей образотворчих мистецтв, Музей сучасного мистецтва (м. Ростов-на-Дону), Сальська картинна галерея, Державний національний музей (м. Грозний), у приватних колекціях.